# Елджин (міст)
Міст Елджин — автомобільний коробчастий міст через річку Сінгапур, що з'єднує центральну частину міста з районом планування річки Сінгапур, розташованим у Центральному районі Сінгапуру. Вперше міст був збудований 1925 року, поточний вигляд отримав 1929 року.
15 жовтня 2019 року Національна рада зі спадщини Сінгапуру внесла міст Елджин, разом з мостом Андерсона та мостом Кавена (колективно як «Річкові мости Сінгапуру»), до списку національних пам'яток Сінгапуру під номером 73.